# Fürstenzell

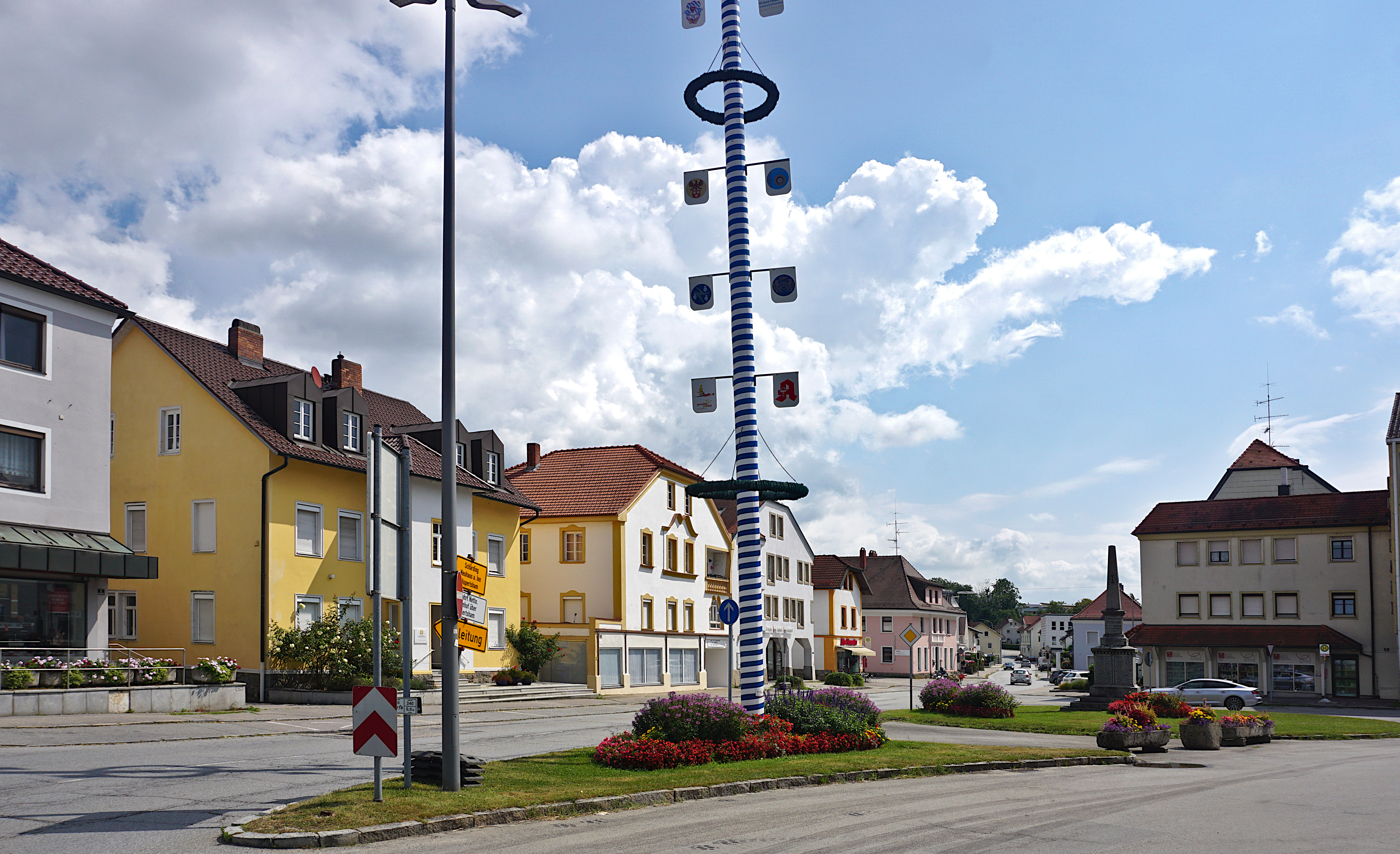
Der Marktplatz in Fürstenzell. In der Verlängerung die Passauerstraße.

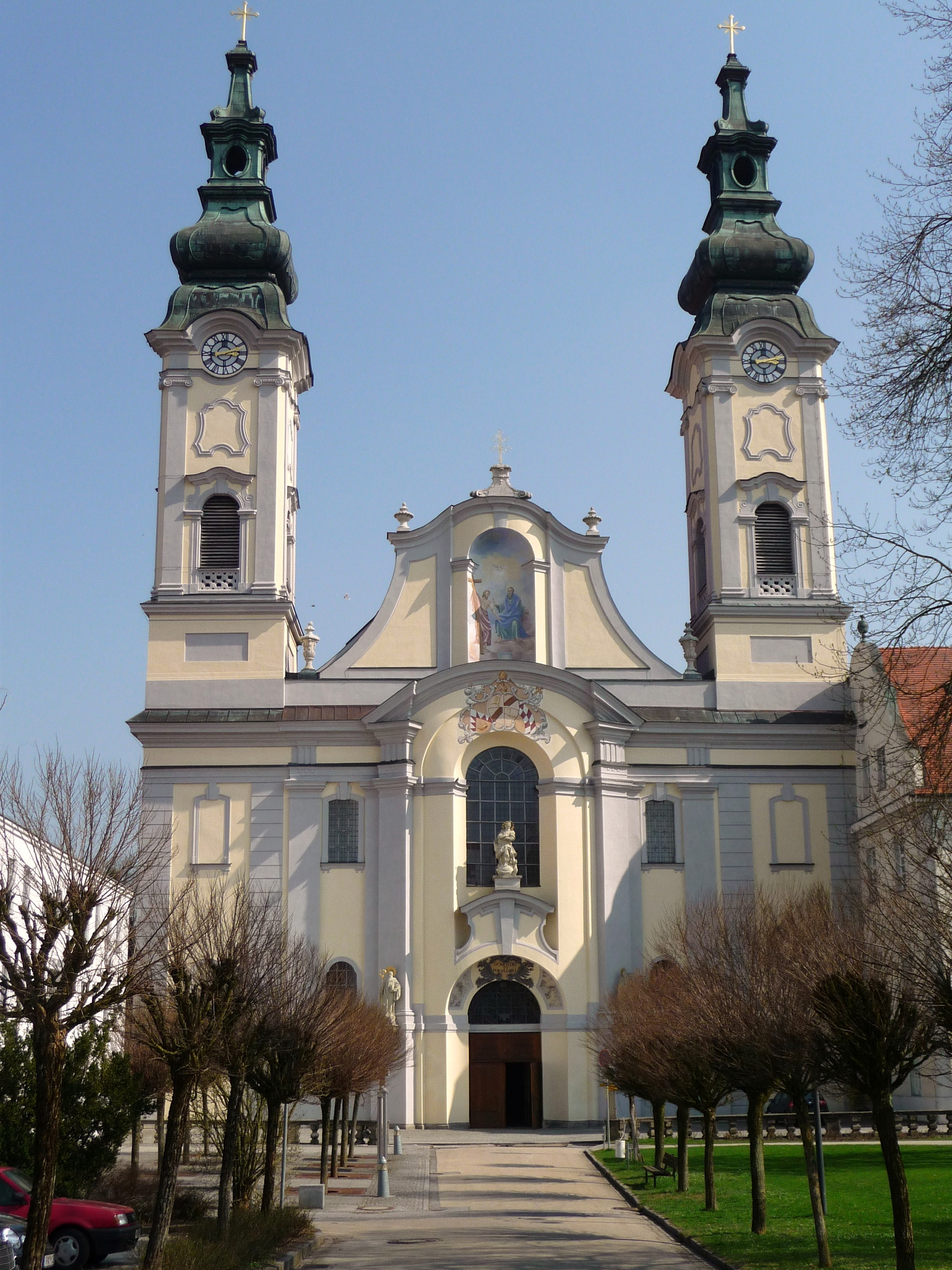
Klosterkirche Fürstenzell

Fürstenzell ist ein Markt im niederbayerischen Landkreis Passau.

## Geografie

### Geografische Lage
Die Gemeinde liegt im typisch niederbayerischen Hügelland inmitten des Klosterwinkels und des Neuburger Waldes südlich der Donau und westlich des Inn nahe der Bundesautobahn 3 (Ausfahrt Passau-Mitte und Passau-Süd). Nach Passau sind es rund 12 km, nach Schärding (Oberösterreich) 15 km, nach Pocking 18 km, nach Bad Griesbach 14 km und nach Vilshofen an der Donau 20 km.

### Gemeindegliederung
Es gibt 124 Gemeindeteile:
- Aiching
- Altenmarkt
- Aspertsham
- Aubach
- Aumühle
- Ausham
- Bad Höhenstadt
- Bibing
- Bromberg
- Brunndobl
- Burgdobl
- Dinglreit
- Distlzweil
- Dorf
- Edenweg
- Edlwang
- Edt
- Eggerswiesen
- Endau
- Engertsham
- Fünfeichen
- Fürstenzell
- Gadham
- Geiselberg
- Gföhret
- Gimplarn
- Ginglsöd
- Gollwitzer
- Großsandten
- Großtann
- Gründobl
- Grüntobel
- Gurlarn
- Hafering
- Haufenberg
- Haunreut
- Hausberg
- Hieblmühle
- Hiefing
- Hilleröd
- Hissenau
- Hocheck
- Hofmark
- Hohenau
- Holzbach
- Holzhammer
- Holzhäuser
- Holzstadl
- Höng
- Hörbertsham
- Hub
- Hundsöd
- Irsham
- Irsöd
- Jägerwirth
- Kalkberg
- Kaps
- Kemating bei Bad Höhenstadt
- Kemating bei Voglarn
- Kitzbichl
- Kleingern
- Kleinloipertsham
- Kleintann
- Klessing
- Krottenthal
- Kühloh
- Kumpfmühle
- Kurzholz
- Lachham
- Liebenreut
- Loipertsham
- Mahd
- Maieröd
- Moosbauer
- Munzing
- Oberaign
- Obereichet
- Oberhaushof
- Oberirsham
- Obermühle
- Oberreisching
- Obersimbach
- Obersulzbach
- Oderer
- Parsting
- Parzham
- Pemelöd
- Peslöd
- Pfalsau
- Pilzweg
- Prims
- Rehschaln
- Reising
- Reut
- Sandten
- Scheuereck
- Schönau
- Spirkenöd
- Spitzöd
- Steindobl
- Steinhügl
- Strangmühle
- Straß
- Tannet
- Unteraign
- Untereichet
- Unterhaushof
- Untersimbach
- Untervoglarn
- Urlharting
- Voglarn
- Wallham
- Wallmberg
- Wallmer
- Wartmanning
- Weidenberg
- Weidenthal
- Welln
- Wiesen
- Wiesenöd
- Willenreut
- Wimberg
- Würfelsdobl
- Zwieselsberg

### Nachbargemeinden
- Ortenburg
- Vilshofen an der Donau
- Neuburg am Inn
- Ruhstorf an der Rott
- Passau

## Geschichte

### Klosterhofmark

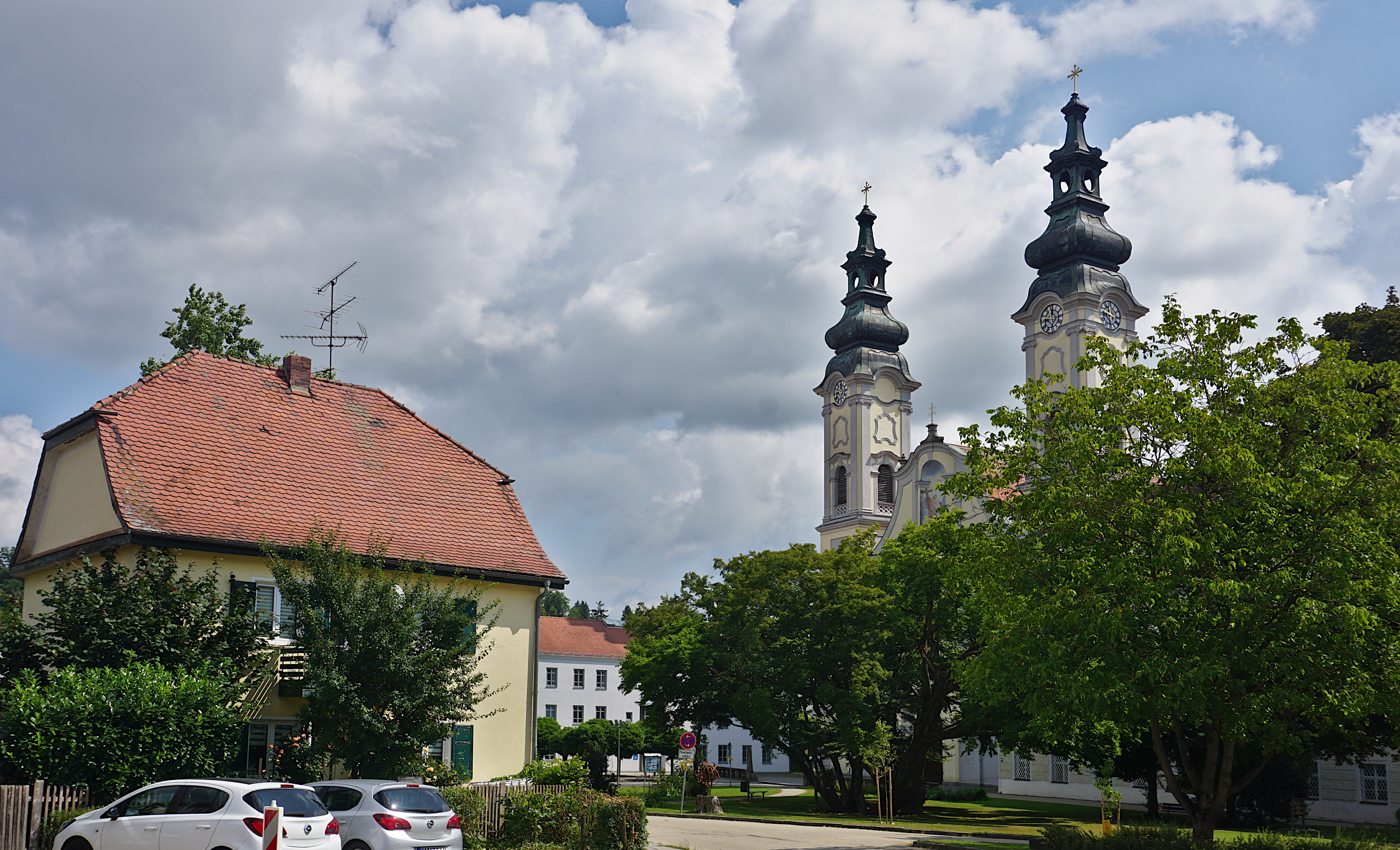
Der Marienplatz

Von 1120 bis 1130 wurde in den Traditionen von Kloster Vornbach erstmals eine Siedlung namens Cella bezeugt. Es handelte sich um einen Einödhof, bei dem eine Kapelle stand, die dem Hl. Laurentius geweiht war. Der Hof gehörte später zur Pfarrei Irsham, die im Jahre 1075 zum ersten Mal urkundlich erwähnt wurde. Im 13. Jahrhundert waren Hof und Kirche unbewirtschaftet und verlassen.
Domherr Hartwig von Passau kaufte den Hof samt Grundstücken und stiftete 1274 den Zisterziensern ein Kloster. Im gleichen Jahr verlieh Herzog Heinrich XIII. von Niederbayern dem Zellhof Erlass aller dinglichen und persönlichen Leistungen, Zollfreiheit und niedere Gerichtsbarkeit. Wegen dieser Gnadenerweise wurde Zell in Fuerstencelle umbenannt. Die Besiedelung des neu gestifteten Klosters erfolgte von Kloster Aldersbach aus.
Danach war die Geschichte des Ortes und der klösterlichen Hofmark eng mit Kloster Fürstenzell verbunden. Bis ins 15. Jahrhundert gab es im eigentlichen Fürstenzell außer dem Kloster keine Häuser. Die danach für die Bewohner von Fürstenzell zuständige Pfarrkirche stand in Unterirsham.

### Fürstenzell nach der Säkularisation
Mit der Säkularisation in Bayern wurde Kloster Fürstenzell aufgelöst. Die Familie Wieninger erwarb die Kloster- und Ökonomiegebäude, gab den Bewohnern der Umgebung Arbeit und ließ eine Besiedlung des Ortes zu. 1807 wurde die Klosterkirche Pfarrkirche. Die bisherige Pfarrkirche in Unterirsham wurde abgebrochen.
Bis 1838 gehörte die Gemeinde Fürstenzell zum Landgericht Griesbach und wurde dann dem neu errichteten Landgericht Passau II zugeteilt. 1840 waren in Fürstenzell neben dem Klostergut drei Bauern, 29 Häusler und elf Handwerker vorhanden.
Die Familie Wieninger verkaufte den Gebäudekomplex des ehemaligen Klosters im November 1928 an die bischöfliche Brauerei Hacklberg, die ihn jedoch schon 1930 an die Deutsche Provinz der Maristenpatres veräußerte. Die Maristen eröffneten 1948 das Maristengymnasium.

### Fürstenzell seit dem Zweiten Weltkrieg

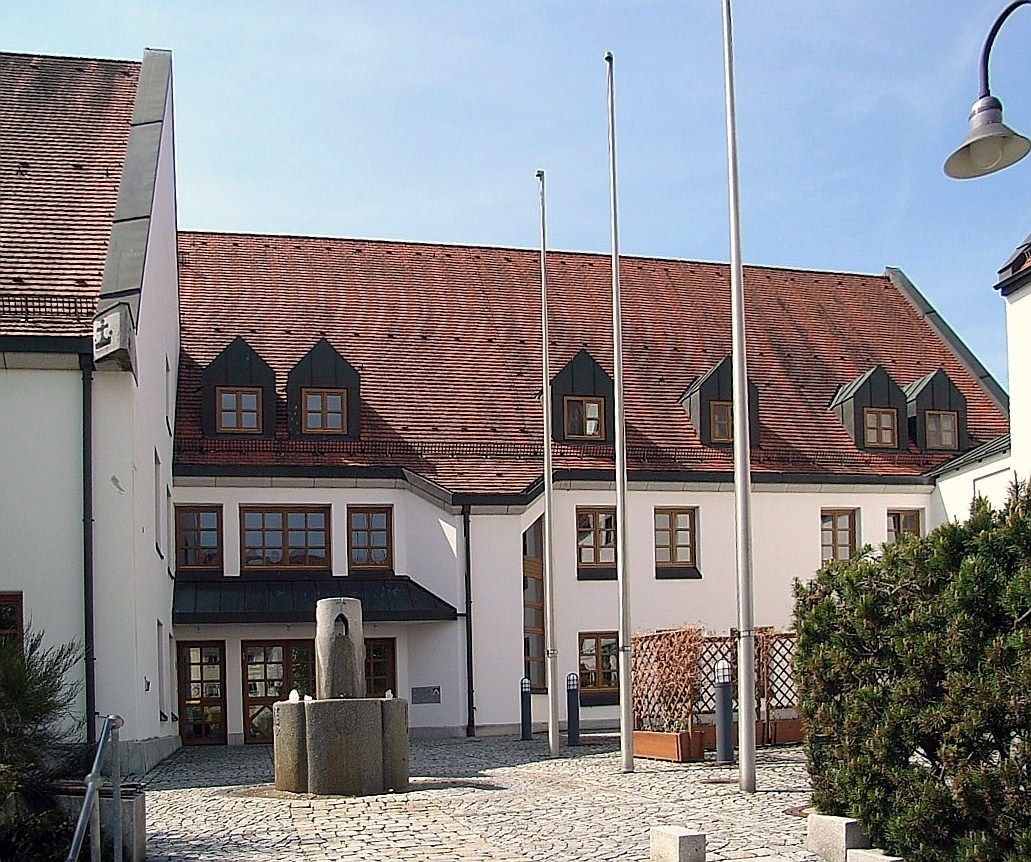
Das Rathaus von Fürstenzell

Nach dem Zweiten Weltkrieg setzte, nicht zuletzt wegen des Zustroms von Flüchtlingen, in Fürstenzell eine rege Bautätigkeit ein. Fürstenzell erhielt 1950 ein Rathaus, 1953 eine evangelische Kirche, 1955 eine achtklassige Volksschule, 1962 ein Freischwimmbad und 1967 eine mechanisch-biologische Kläranlage.
Das örtliche Krankenhaus wurde 1932 erheblich erweitert, 1997 musste es aber geschlossen werden. In den Räumen befinden sich nun ein medizinisches Versorgungszentrum mit Mund-Kiefer-Gesichts-Chirurgie, Internistische Praxis, eine Augenärztliche Praxis und ein Schlaflabor. Das Dialysezentrum bezog 2008 ein neues Gebäude in der Nähe. Das ehemalige Schwesternwohnheim beherbergt seit einem Umbau das staatliche Gesundheitsamt. Der Kreisjugendring Passau unterhält hier seine Geschäftsstelle. Das Kinderheim, ein Frauenkloster mit angegliedertem Kindergarten, errichtete 1969/70 eine Heimvolksschule für Mädchen. 1971/72 entstand ein Neubau des Maristengymnasiums für etwa 1000 Schüler.
Zur 900-Jahr-Feier der Pfarrei und 700-Jahr-Feier des Klosters erhielt Fürstenzell am 26. Juni 1975 die Bezeichnung Markt verliehen. Das neue Rathaus des Unterzentrums Fürstenzell entstand in den Jahren 1982/83.

### Eingemeindungen
Im Rahmen der Gebietsreform wurden am 1. Januar 1972 die Gemeinden Altenmarkt und Bad Höhenstadt sowie Teile der Gemeinde Engertsham eingegliedert. Im Jahre 1978 folgten der größte Teil der Gemeinde Voglarn und Teile der Gemeinde Sandbach.

### Einwohnerentwicklung
Im Zeitraum 1988 bis 2018 wuchs der Markt von 6948 auf 8157 um 1209 Einwohner bzw. um 17,4 %.

## Politik

### Marktgemeinderat
Aufgrund der Wahl am 15. März 2020 ergab sich folgende Sitzverteilung im Gemeinderat:
- CSU: 6 Sitze
- SPD: 4 Sitze
- Gemeinsame Liste Bürgerunion / Christliche Wählergemeinschaft: 5 Sitze
- ödp/Aktive Bürger: 3 Sitze
- Überparteiliche Wählergemeinschaft: 2 Sitze

### Bürgermeister
Erster Bürgermeister ist Manfred Hammer (SPD), der am 16. März 2014 mit 53,04 % der Stimmen gewählt wurde. Am 15. März 2020 wurde er mit 85,0 % der Stimmen für weitere sechs Jahre gewählt.
Zweite Bürgermeisterin ist seit November 2016 Ursula Berchtold (BU/CWG), 3. Bürgermeister ist Michael Gruber (SPD).

### Wappen
| Wappen von Fürstenzell | Blasonierung: „In Blau mit goldenem Schildhauptbord unter einem silbern-rot gespickelten Sparren eine goldene Blattkrone.“ |
| Wappen von Fürstenzell | Wappenbegründung: Die Gemeinde übernahm vollständig das seit 1475 nachweisbare Abteiwappen des ehemaligen Zisterzienserklosters Fürstenzell, von dem die Besiedlung der Gegend ausging. Die heraldische Figur der goldenen Fürstenkrone unter dem von Rot und Silber gezwickelten Zelt, einem für Zell falsch redenden Symbol, ergibt die sinnbildliche Darstellung des Kloster- und heutigen Gemeindenamens. Da die Tingierung in der älteren heraldischen Literatur nicht einheitlich ist, orientieren sich die Farben des Gemeindewappens an den heraldischen Schraffuren der erhaltenen Abtsiegel aus dem 18. Jahrhundert. Der Sparren trägt die Farben des Schachbalkens der Zisterzienser. Die bis zur Eingemeindung nach Fürstenzell im Jahr 1972 selbstständige Gemeinde Bad Höhenstadt führte seit 1957 ein eigenes Wappen, das mit Sparren, Anker und Sternen auf ein Fürstenzeller Abtwappen Bezug nahm. Dieses Wappen wird seit 1952 geführt. |

## Bauwerke
- Kloster Fürstenzell mit ehemaliger Zisterzienser-Abteikirche Mariä Himmelfahrt und Rokokobibliothek
- Portenkirche Fürstenzell
- Salettl, ehemaliger Gartenpavillon der Klosteranlage
- Ehemalige Wallfahrtskirche „Zur schönen Maria im Turm“ in Bad Höhenstadt
- Wilhelm-Diess-Geburtshaus in Bad Höhenstadt
- Spätgotische Pfarrkirche St. Michael in Engertsham
- Wallfahrtsort Heiligenbrunn

## Wirtschaft und Infrastruktur

### Arbeitsplätze
2017 gab es in der Gemeinde 2147 sozialversicherungspflichtige Arbeitsplätze. Von der Wohnbevölkerung standen 3132 Personen in einem versicherungspflichtigen Beschäftigungsverhältnis. Damit war die Zahl der Auspendler um 985 Personen größer als die der Einpendler. 111 Einwohner waren arbeitslos.

### Landwirtschaft
2016 gab es 116 landwirtschaftliche Betriebe. Von der Gemeindefläche waren 5257 Hektar landwirtschaftlich genutzt.

### Verkehr
Der Flugplatz Fürstenzell befindet sich rund 2 km östlich des Ortskernes, bei Oberreisching. Die asphaltierte Landebahn misst 485 × 12 m und ist für Luftfahrzeuge aller Art bis 3700 kg Höchstabfluggewicht (MTOW) und Helikopter bis 5700 kg als Sonderlandeplatz zugelassen.
Der vor kurzem grundlegend sanierte Bahnhof Fürstenzell ist ungefähr einen Kilometer vom Ortskern entfernt im Ortsteil Aspertsham gelegen. Er liegt an der Bahnstrecke Passau–Neumarkt-Sankt Veit. Die Züge verkehren im Ein-Stunden-Takt nach Passau Hbf. Weitere Haltepunkte im Gemeindebereich sind Bad Höhenstadt und Engertsham.
Die Busanbindung erfolgt durch die VLP (Verkehrsgemeinschaft Passauer Land), eine Tochter der RBO. Wochentags fahren zwischen 6 und 19 Uhr rund 20 Busse nach Passau sowie in die Gegenrichtung nach Bad Griesbach. Samstags sowie sonn- und feiertags gibt es je drei Verbindungen. Der Nachtexpress verlässt Passau um 0:25 Uhr (Freitag und Samstag).
Über die Ausfahrten Passau-Mitte und Passau-Süd ist der Ort an die Autobahn A 3 angebunden. Durch den Ort führen die Staatsstraßen St 2118 Passau-Bad Griesbach, St 2618 Passau-Fürstenzell sowie St 2118 Ortenburg-Neuhaus (Inn).

### Bildung
- Kindergärten in Fürstenzell („Arche Noah“ und „St. Maria“), Engertsham, Jägerwirth und Bad Höhenstadt („Wilhelm Diess“) mit zusammen 585 Plätzen (Stand 2018)
- Grundschulen in Engertsham, Fürstenzell und Jägerwirth
- Mittelschule Fürstenzell
- Heimvolksschule St. Maria in Fürstenzell
- Maristengymnasium Fürstenzell
- Musikschule Fürstenzell
- Volkshochschule Fürstenzell („Volksbildungswerk“)

### Freizeit
- Sportanlage an der Schulstraße: Stadion mit Stehtribüne, Rasenspielfeld, Hartplatz; Minispielfeld (Kunstrasen); Asphaltstockbahnen; (FC Fürstenzell)
- Anlage des TC Blau-Weiß Fürstenzell: 8 Sandplätze, Tennishalle mit 3 Plätzen (Fertigstellung 10/2016)
- Freibad am Weinhügel: 25 m Schwimmbecken, Nichtschwimmer-Bereich mit 2 Wasserrutschen, Kinderplanschbecken
- Freizeitgelände am Zentralpark „Thurnerbauerwiese“ (Eröffnung 2020): Mehrgenerationenpark mit Motorikstationen, Spielplatz u. a. mit Seilbahn, Klettergerüsten, Schaukeln, Bodentrampolinen und Bolzplatz sowie Skaterpark (Pumptrack), Boulderfelsen und Kreislehrgarten des Gartenbauvereins
- Golfplatz: 18 Loch (Par 73) und 6 Loch Kurzplatz, Drivingrange und Übungsgelände, Clubhaus mit öffentlichem Restaurant (erster FengShui Golfplatz Deutschlands)
- Haus des Sports „Alte Molkerei“: 1. Karate Dojo Fürstenzell (Halle); Fürstenzeller Schützen (Kleinkaliberschießstand); MSC Fürstenzell
- Sportplätze in Jägerwirth, Bad Höhenstadt und Engertsham
- Tennisanlagen in Jägerwirth und Engertsham
- Reitplätze

## Persönlichkeiten

### Ehrenbürger
- August Wieschemeyer (1904–1979), Maristenpater und Theologe, der sich große Verdienste um das Kloster Fürstenzell und damit für den gesamten Ort erwarb
- Ludwig Geiger, Altbürgermeister
- Michael Holler, Altbürgermeister
- Franz Lehner, Bürgermeister a. D.
- Franz Saller
- Rudolf Gstöttl
- Josef Kreilinger
- Ludwig Danner
- Walter Berchtold

### Träger der Bürgermedaille
- Alfons Sagmeister
- Georg „Schosi“ Wagner
- Walter Berchtold
- Ludwig Wimmer sen.
- Ferdinand Antesberger
- Schwester Amanda (Maria Maier)
- Pater Willy Neufeld
- Maria Kosa
- Gotthard Kosa
- Robert Gruber
- Rudolf Gstöttl
- Georg Kalhofer
- Josef Sagmeister
- Franz Achatz
- Jürgen Gottwald
- Franz Krenn
- Thomas Stockinger
- Dr. Josef Heigl
- Hermann-Josef Zumsande
- Johann Gerauer

### Träger des Kulturellen Ehrenbriefs
- Fürstenzeller Viergesang traditionelle Volksmusik, heute nicht mehr existent
- Josef Ehrenthaler Malermeister und Filmdokumentator
- Familie Seidl, Pflege der Musik
- Forum Cella Principum e. V., Verein zum Erhalt des kulturellen Erbes
- Walter Berchtold
- Engertshamer Heimatbühne
- Musicalverein Jägerwirth e. V.
- Hubert Huber, Bildender Künstler, Vorsitzender BBK Niederbayern
- Alois Kapsner, Heimatgeschichte

### Träger des Sozialen Ehrenbriefs
- Ida Witowski-Niederfeilner
- Anna Kosa
- „Kreative Frauen“

### Söhne und Töchter der Gemeinde
- Reinhold Aman (1936–2019), deutsch-amerikanischer Chemieingenieur und Hochschullehrer
- Klaus Augenthaler (* 1957), Fußballspieler und -trainer
- Senta Dinglreiter (1893–1969), Schriftstellerin, Weltreisende Deutsches Mädel auf Fahrt um die Welt 1932; So sah ich unsere Südsee 1939; Brunnöd 1+2 1957; Der Millionenreiter von Engertsham 1968
- Wilhelm Diess (1884–1957), Heimatdichter und Erzähler
- Otto Erbersdobler (1895–1981), Kaufmann
- Joseph Placidus Stieß (1919–2001), Abt von Niederalteich (1970–1989)
- Max Weber (1931–2022), Sozialpolitiker, Mitglied des Bayerischen Landtags
- Helmut F. Erbersdobler (* 1937), Veterinärmediziner und Ernährungswissenschaftler
- Helmut Winklhofer (* 1961), Fußballspieler

### Mit der Gemeinde verbunden
- Ottfried Fischer (* 1953), Schauspieler und Kabarettist, besuchte in Fürstenzell das Maristengymnasium
- Alois Mannichl (* 1956), Polizeidirektor der Stadt Passau, lebt in Fürstenzell und wurde dort Opfer eines Messer-Anschlags
- Christoph Ebbert (* 1971), Design-Professor in Manchester, besuchte das Maristengymnasium, wurde als Schüler jüngster Patentinhaber Deutschlands